# Comuna Jeziora Wielkie
Gmina Jeziora Wielkie este o comună (în poloneză: gmina) rurală în powiat Mogilno, voievodatul Cuiavia și Pomerania, Polonia.
Comuna acoperă o suprafață de 123,96 km² și are, potrivit datelor din anul 2006, o populație de 534.